# Takuya Iwanami
Takuya Iwanami (岩波 拓也?, Iwanami Takuya; Kōbe, 18 giugno 1994) è un calciatore giapponese, difensore del Vissel Kōbe.

## Caratteristiche tecniche
È un difensore centrale.

## Carriera

### Club
Formatosi nel Vissel Kobe, esordisce in prima squadra nella stagione 2012. Con il Vissel retrocede in cadetteria, ottenendo la promozione in massima serie al termine della J. League Division 2 2013.
Ritornati in massima serie Iwanami ed il suo club ottennero l'undicesimo posto finale della J. League Division 1 2014.

### Nazionale
Viene convocato per le Olimpiadi 2016 in Brasile.

## Palmarès

### Club

#### Competizioni nazionali
- Coppa dell'Imperatore: 3

Urawa Red Diamonds: 2018, 2021
Vissel Kōbe: 2024
- Supercoppa del Giappone: 1

Urawa Red Diamonds: 2022
- Campionato giapponese: 1

Vissel Kōbe: 2024

#### Competizioni internazionali
- AFC Champions League: 1

Urawa Red Diamonds: 2022

### Nazionale
- Coppa d'Asia Under-23: 1

2016